# Your Sweet Six Six Six
"Your Sweet Six Six Six" é uma canção da banda finlandesa de rock HIM. É o single de estreia do álbum Greatest Love Songs Vol. 666 lançado em 1997.

## Paradas
| Paradas                 | Posições |
| ----------------------- | -------- |
| Finlândia - Mitä hittiä | 7        |